# Liste der brasilianischen Botschafter in Marokko
Die brasilianische Botschaft befindet sich an der Kreuzung M10, Avenue El Jacaranda in Rabat.

## Botschafter
| Ernannt       | Name                                         | Bemerkungen | ernannt während der Regierung von    | akkreditiert während der Regierung von | Posten verlassen |
| ------------- | -------------------------------------------- | --- | ------------------------------------ | -------------------------------------- | ---------------- |
| 1961          | Amaury Banhos Pôrto de Oliveira              | Geschäftsträger, 1952 wurde er mit João Cabral de Melo Neto bezichtigt der Partido Comunista do Brasil anzugehören und mussten sich in den auswärtigen Dienst beim obersten Gerichtshof einklagen. 1960 war er Konsul in Southampton, 1966: Geschäftsträger in Den Haag, 1971: Geschäftsträger in Kairo 4.–20. Februar 1975: Geschäftsträger in Beirut 1987 a 1990 Botschafter in Singapur von 13 bis 15. Mai 1998 vertrat er die brasilianische Regierung bei der II Reuni:ao da Comissao BrasilCoreia para o Seculo XXI | Jânio Quadros                        | Hassan II.                             |                  |
| 27. Nov. 1961 | Rubem Braga                                  | | Jânio Quadros                        | Hassan II.                             | 31. Aug. 1963    |
| 1963          | Amaury Banhos Pôrto de Oliveira              | Geschäftsträger | João Goulart                         | Hassan II.                             | 1964             |
| 1964          | Modestino Deloy Gibbon                       | Geschäftsträger in Helsinki | João Goulart                         | Hassan II.                             |                  |
| 1964          | Fernando Antonio de Oliveira Santos Fontoura | Geschäftsträger | João Goulart                         | Hassan II.                             |                  |
| 20. Aug. 1964 | Sylvio Ribeiro de Carvalho                   | | João Goulart                         | Hassan II.                             | 28. Juni 1967    |
| 1967          | Luiz Mattoso Maia Amado                      | Geschäftsträger 1996: Botschafter in Manila | Artur da Costa e Silva               | Hassan II.                             |                  |
| 15. Sep. 1967 | João Navarro da Costa                        | | Artur da Costa e Silva               | Hassan II.                             | 20. Apr. 1973    |
| 1. Jan. 1975  | Everaldo Dayrell de Lima                     | (* 1904) besuchte 1927 die Escola Militar do Realengo, studierte von 1945 bis 1962 an der Escola de Comando de Estado Maior do Exercito und der Escola Superior de Guerra von 8. Aug. 1967–1. Feb. 1970: Botschafter in Athen | Ernesto Geisel                       | Hassan II.                             | 30. Sep. 1975    |
| 1. Okt. 1975  | Clóvis Abuhmad                               | Geschäftsträger | Ernesto Geisel                       | Hassan II.                             | 11. Nov. 1975    |
| 12. Nov. 1975 | Bernardo de Azevedo Brito                    | (* 4. Juni 1935), Sohn von Alvesina Azevedo und Joâo Aleixo de Brito, 1975 Vertreter bei der FAO, 1. Oktober 1986: Botschafter in Harare, 30. Dezember 1998: Botschafter in Helsinki und Talin, August 2006: Botschafter in Bagdad. | Ernesto Geisel                       | Hassan II.                             | 31. Dez. 1975    |
| 14. Juni 1982 | Paulo Henrique de Paranaguá                  | [ 4 ] | João Baptista de Oliveira Figueiredo | Hassan II.                             | 1984             |
| 25. Okt. 1988 | Antônio Sabino Guimarães                     | (* Italien: Brasilianer Brasilianisch nach art. 129, Punkt II der Verfassung von 1946) Sohn des gleichnamigen (* 1881 in Rio de Janeiro) 1923–1927: Leiter der Verwaltung Lloyd Brasileiro, 1983: Generalkonsul in New York | José Sarney                          | Hassan II.                             |                  |
| 12. Juni 1996 | Marcelo Didier                               | [ 6 ] | Fernando Henrique Cardoso            | Hassan II.                             |                  |
| 31. Mai 2000  | Lauro Barbosa da Silva Moreira               | [ 7 ] | Fernando Henrique Cardoso            | Mohammed VI.                           | 2004             |
| 2004          | Carlos Alberto Simas Magalhães               | (* 1. September 1950 in Mailand) Sohn von Tercília Fava Simas Magalhães und Fernando Paulo Simas Magalh ães, 13. August 2008: Botschafter in Warschau | Luiz Inácio Lula da Silva            | Mohammed VI.                           | 2008             |
| 29. Jan. 2008 | Virgílio Moretzsohn de Andrade               | (* 9. März 1941 in Barbacena, Minas Gerais) Sohn von Olkmey Moretzsohn und Henrique Horta de Andrade | Luiz Inácio Lula da Silva            | Mohammed VI.                           |                  |
| 8. Feb. 2011  | Frederico Salomão Duque Estrada Meyer        | (* 30. Mai 1952 in Rio de Janeiro) Sohn von Regina Salomão und Henrique Santos Duque Estrada Meyer, 2006 Botschafter in Astana, Cazaquistão, 2009 Botschafter in Ashkhabad, Turcomenistão, 2010 Botschafter in Bischkek, Quirguistão. jeweils der erste brasilianische Botschafter. | Dilma Rousseff                       | Mohammed VI.                           |                  |